# Kevin Kruschke
Kevin Kruschke (* 19. August 1991 in Berlin) ist ein deutscher Fußballspieler, der unter anderem für 1. FC Magdeburg spielte. Der als Mittelfeldspieler oder Stürmer spielende Kruschke steht seit 2023 beim SC Charlottenburg unter Vertrag.

## Karriere
Kruschke stammt aus der Jugendabteilung der Reinickendorfer Füchse, für die er bis 2010 in verschiedenen Juniorenmannschaften aktiv war. Bereits in der Oberliga-Spielzeit 2009/10 machte Kruschke seine ersten Erfahrungen im Herrenbereich. Am 6. Dezember 2009 beim 0:4 gegen den FSV 63 Luckenwalde durfte er das erste Mal für die Füchse in der Oberliga Nordost spielen. Ein weiterer Einsatz erfolgte in der Rückrunde beim 0:3 gegen Energie Cottbus II. Zur Oberliga-Spielzeit 2010/11 rückte Kruschke in den Kader der ersten Mannschaft auf und kam in allen Partien der Füchse zum Einsatz, die am Ende der Saison allerdings abstiegen.
Kruschke wechselte daraufhin zum Berliner AK 07, der sich in der Oberliga Nordost 2010/11 als Dritter den Aufstieg in die Regionalliga sicherte. Kruschke stand in seiner ersten Regionalliga-Saison nur unregelmäßig auf dem Feld und kam auf lediglich 14 Einsätze und zwei Tore. Er konnte jedoch den Sieg im Berliner Landespokal feiern. In der neu eingeteilten Regionalliga Nordost 2012/13 wurde Kruschke dann Stammspieler der Berliner und erreichte nach 21 absolvierten Partien und vier erzielten Toren den vierten Platz mit der Mannschaft. Auch in der Folgesaison gehörte Kruschke zum Stammpersonal, man konnte die Vorjahresplatzierung jedoch nicht bestätigen.
Kruschke wechselte 2014 zum Ligakonkurrenten und Aufstiegsfavoriten 1. FC Magdeburg. In seiner Debütsaison für den FCM, in der Kruschke auf 20 Einsätze und einen Treffer kam, wurde man Meister der Regionalliga. Zudem wurde er im Rückspiel der Aufstiegsspiele zur 3. Liga eingewechselt, in denen man die Kickers Offenbach schlagen konnte.
Sein Drittliga-Debüt absolvierte Kruschke am 2. Spieltag der Spielzeit 2015/16, dem 31. Juli 2015, beim 2:2 gegen den 1. FSV Mainz 05 II.
Zur Saison 2016/17 wechselte er zum West-Regionalligisten SV Rödinghausen.
Zur Saison 2017/18 ging Kruschke zurück nach Berlin und schloss sich dem Oberligisten Tennis Borussia Berlin an.
Von 2018 bis 2020 spielte er für Berlin United unter anderem in der Berlin-Liga. Anschließend wechselte er zum CFC Hertha 06.

## Erfolge
- Berliner Landespokalsieger: 2011/12
- Meister der Regionalliga Nordost: 2014/15
- Aufstieg in die 3. Liga: 2014/15